# Нырковые утки
Нырковые утки, или чернети (лат. Aythyini), — триба птиц из подсемейства настоящих уток. Представители этой трибы распространены в пресноводных водоёмах северного полушария. В отличие от представителей трибы Anatini нырковые утки добывают корм, ныряя в воду.

## Роды
- Мраморные чирки (Marmaronetta)
- Розовоголовые утки (Rhodonessa)
- Нырки (Netta)
- Чернети (Aythya)